# 聖博德

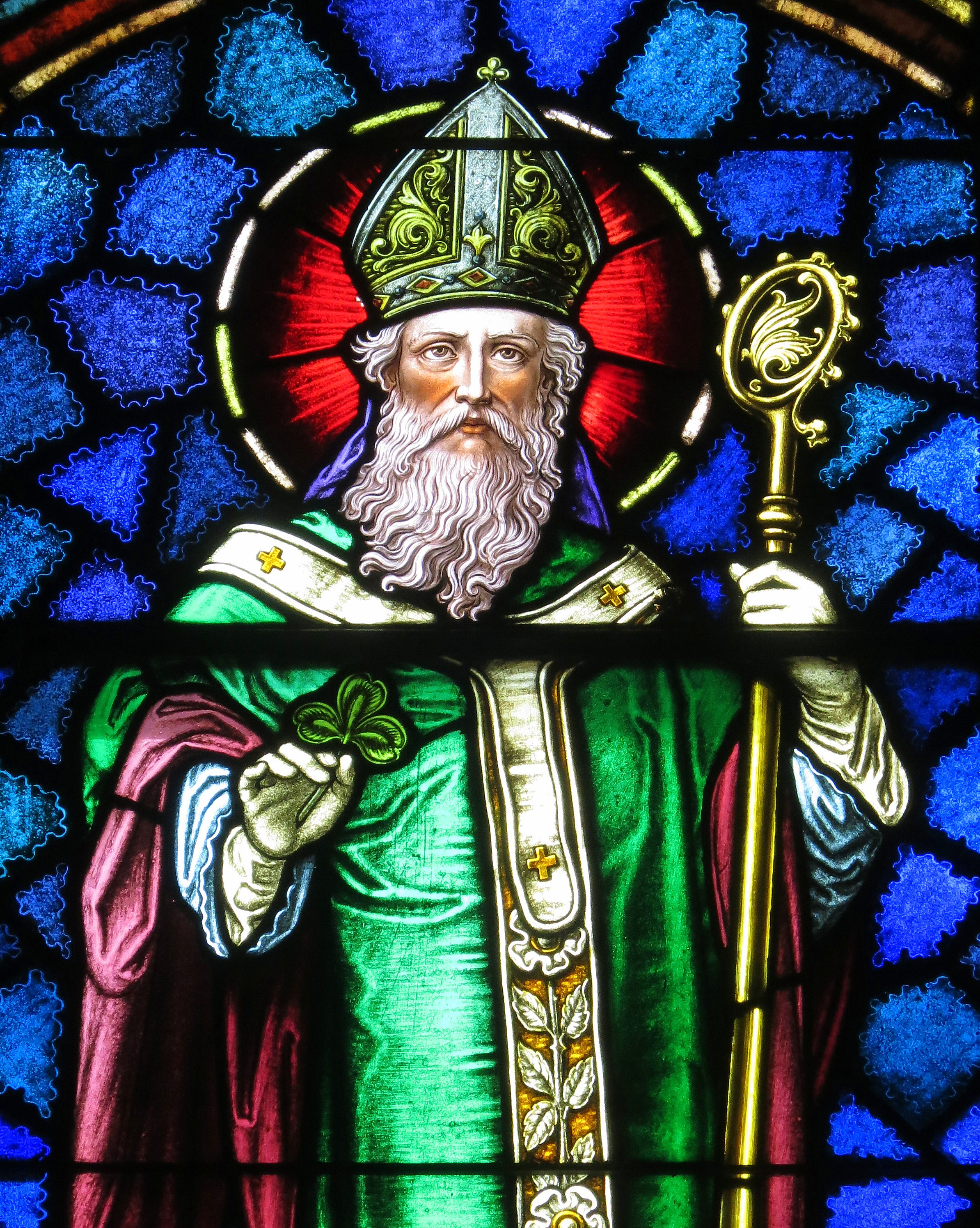
聖博德花窗玻璃畫像

聖博德（約386年—461年），音譯「聖派翠克」（英語：St. Patrick），天主教通稱「聖巴德利爵」（拉丁語：Sanctus Patricius），是西元5世紀希伯尼亞的天主教傳教士與主教，他將基督信仰帶到愛爾蘭島，使愛爾蘭走出了蠻荒時代，被後世稱作「愛爾蘭使徒」，並受譽為「愛爾蘭的主保聖人」。

## 生平
派翠克於公元386年左右出生於羅馬帝國不列顛尼亞行省（亦可能在蘇格蘭或威爾士地區）。当时基督教在380年剛剛被帝國皇帝狄奧多西一世立為國教（薩洛尼卡敕令），英格蘭屬於帝國的一部分，希伯尼亞则不屬於帝國，還处于蠻荒時代，也不信基督教。他的祖父是一位神父，而他的父親則是一位教會執事。他從小叛逆，既不信天主，也不认真讀書。
派翠克16歲的時候被愛爾蘭海盜所擄，帶到愛爾蘭島，成為奴隸，在西海岸地区牧羊，历尽艰辛。但這時候他從小接觸到的天主教信仰卻在他心裡成長，他向天主悔改他的罪，開始熱切地敬拜天主。他在自傳中寫道：“我到了愛爾蘭以後，我曾經每天放羊，那時我每天禱告許多次，天主的愛、我對祂的敬畏和信心與日俱增，我的靈被感動，白天禱告上百次，晚上也是如此。我也曾到樹林裡和山上去，在天亮以前起來禱告，在雪地裡，在冰寒中，在雨中，我卻不生病，也不懈怠，我現在知道，那是因為聖神在我裡面燃燒。”
他被掳后过了六年，有一天他在睡梦中听见声音说“你很快就要回到你的祖国了。看啊，你的船已经准备好了”。他于是逃跑了。在两百英里外的海边，果然有一只船要往英格兰去，但回家的路非常坎坷。一开始船员拒绝带他，后来才又突然改变主意。渡海上岸后，他经历了更多的艰险，饥饿、疾病、囚禁，危机四伏、险象环生，几个月后才终于回到了家。家人喜出望外，热切地迎接这位失而复得的儿子，庆幸从此可以家人团聚，再也不要分开。
但是他却听到天主呼召要他回爱尔兰去，他在自传中写道：“有一天晚上，我在异像中看见一个名叫维多利格的人走过来，带来许多从爱尔兰来的信，他递给我其中一封，信的开头写着‘爱尔兰的声音’。我读到这里的时候，彷彿听见爱尔兰西海岸的树林中有一些声音，同声向我呼求：‘我们恳求你，圣洁的青年，请你来，与我们同行。’我心中刺痛，不能再读，醒了过来。感谢天主，许多年后，天主按着他们所呼求赐予了他们。”
但是他没有立刻回到爱尔兰，而是在教会服事中经历了很多磨练，更加成熟以后才去。他在自传中写道：“我没有按着自己的意愿马上去爱尔兰，而是直到我都几乎要放弃了。在这个过程中，天主让我改正，也预备了我，以致今天我与过去判若两人，让我在别人的得救上有分，而在那时候我只是想着自己。”
後來他毅然再次离家，与亲人分离，回到爱尔兰，走遍了爱尔兰各个角落，一生傳揚天主教信仰。他经受了許多的磨難。他在自传中写道：“每一天我都有可能被杀、被围、被奴、或有其他的什么事情发生，但因为有天国的应许，我就坦然无惧”。不仅如此，他效法耶稣，为那些逼迫他的人祷告。有一次许多基督徒被一位克罗提克属下的士兵杀害，他写了一封公开信斥责这些人的残酷，信是这样结尾的：“让这封信在所有人面前宣读，特别是在克罗提克面前。假如能这样，愿天主感动他们归回认识天主，愿他们能悔改杀害我主的弟兄们的大罪，愿他们能释放被他们囚禁的妇女们，这样他们可以在天主那里得生命，成为完全，直到永远。愿平安归于父、及子、及聖神。阿门”。
派翠克是一位很有恩賜的傳道人。他自己給幾千人施過洗，上到贵族，下到奴隶。他很有策略。他积极建立教會，栽培傳道人。他非常谦卑，他说“是神的恩典使我能够一生以真理和谦卑服事各族的人，直到末了”。他没有什么文化，称自己是“简单的乡下人、逃犯、无知的人”。他的自传是用粗糙的拉丁文写的，但却非常自如地引用圣经，显然他对圣经非常熟悉，也非常推崇别人对法律和圣经的研究。他成為愛爾蘭區主教，奠定了愛爾蘭的天主教信仰基礎。

## 影響與紀念
派翠克在西元461年左右逝世。此后几个世纪之内，爱尔兰岛的修道院日渐兴盛，修士们仔细抄写和研读圣经，也保存了古典时期的学术著作。在这期间，许多神学家、学者和宣教士（如聖高隆）不断涌现，他们推动了包括島嶼藝術在内的海岛文化发展，与逐渐堕入黑暗时代的欧洲大陆成为鲜明对比。爱尔兰教会秉承帕特里克的传统，非常重视宣教，不仅影响了欧洲大陆，还壮大了凯尔特传教运动。

### 歐洲
每年3月17日的圣帕特里克节是纪念聖博德逝世的日子，也成為慶祝愛爾蘭文化的節日。在很多有愛爾蘭人後裔的國家都會有慶祝活動。
傳說派翠克曾以酢浆草解釋聖父、聖子及聖靈乃三位一體，酢浆草也因此成為愛爾蘭文化的傳統標誌之一。
英國國旗由兩個十字構成，橫平豎直的十字為代表英格蘭的聖喬治十字，斜紋對頂的十字為代表北愛爾蘭的聖派翠克十字。這兩個十字代表了大不列顛聯合王國是英格蘭與北愛爾蘭的共同體。
俄罗斯正教会于2017年将圣帕特里克列入圣人历，并于3月30日（儒略历3月17日）纪念他。
传说帕特里克行神迹将蛇从爱尔兰岛上赶出去，但这个说法未必可靠，确实爱尔兰没有本土的蛇，包括临近的冰岛、格林兰岛等地。

### 北美洲
美國紐約有華埠聖博德教堂，位於王子街與勿街交叉路口，鄰近曼哈頓華埠。

### 亞洲
香港的多處建築以及部份民間團體均以「聖博德」來命名。
- 樂富聖博德堂/聖博德天主堂[5]
  - 聖博德堂青年會善會[6]
  - 聖博德堂主日學善會[7]
- 聖博德彌撒中心
- 聖博德學校
- 聖博德天主教小學（蒲崗村道）

台灣
- 台中聖巴德利爵堂

## 備註
1. ↑  漢化姓名。

## 另見
- 圣帕特里克十字
- 圣帕特里克节
- 聖布麗姬
- 《懺悔錄》